# Calendrier pour la Paix
A Schorbach, on peut admirer une œuvre tout à fait originale, il s’agit d’un Calendrier pour la Paix. Sculpté par Joseph Kriegel, un artiste originaire du village, cette œuvre est composée des portraits de 366 personnes, plus ou moins célèbres, sculptés dans du grès des Vosges et réunis sous la forme d’un calendrier.

## Un calendrier sculpté dans du grès des Vosges
20 ans de passion et de travail ont été nécessaires à Joseph Kriegel pour sculpter les 366 portraits de cette œuvre étonnante. A raison d’une vingtaine d’heures pour chaque portrait, on comptabilise près de 7000 heures de sculpture pour l’œuvre dans son ensemble.
Ces 366 portraits au teint rosé représentent un poids total de 11 tonnes réparties sur une structure métallique. Chaque pierre pèse individuellement environ 30 kg. Le Calendrier se présente comme un « mur » d’une centaine de m².

## Un Calendrier Universel de la Fraternité et de la Paix
En sculptant cette œuvre, Joseph Kriegel a choisi de mettre son art et son talent au service de la paix et de la fraternité. Pour la forme de son travail, il a choisi un calendrier romain. En effet, personne n’a jamais, à notre connaissance, eu l’idée de sculpter un tel calendrier. Mais la principale caractéristique de ce calendrier, c’est qu’on n’y trouve pas forcément sculpté le visage des saints officiels du calendrier. En effet, lorsque Joseph Kriegel commence à sculpter, il se rend vite compte qu’il ne dispose pas de portrait des saints officiels du calendrier romain, ou alors ce ne sont pas des portraits fiables. Et, puisque inventer des portraits ne présentait guère d’intérêt aux yeux de l’artiste, il a choisi de remplacer les saints du jour par d’autres personnages, plus ou moins célèbres qui à ses yeux ont contribué à la paix et à l’humanité dans le monde. C’est ainsi que, suivant le modèle d’un calendrier romain classique, le nom présent sur chaque pierre est celui du saint officiel du calendrier tandis que le personnage sculpté est celui que l’artiste a choisi de sculpter.
Un travail pour la paix se devait d’avoir une portée universelle, ainsi ce sont 51 nationalités qui sont représentées sur le calendrier, ainsi que la plupart des grandes religions. Même si la majorité des personnages du calendrier sont des personnages de confession catholique, on y trouve aussi des personnages de confession protestante, orthodoxe, juive, musulmane, bouddhiste ou encore hindouiste.  Un des personnages du calendrier incarne particulièrement bien cette visée universelle puisqu’il s’agit du professeur Ludwik Zamenhof, éminent linguiste et inventeur de l’Espéranto, la langue universelle.
Ce Calendrier est aussi une œuvre dédiée à la paix, aussi le choix des personnages a-t-il été motivé par leur contribution, à travers leur action ou leurs idées, à un monde plus pacifique. Ainsi l’artiste n’a principalement retenu que des personnages ayant eu une attitude positive et non-violente.

## Les personnages du calendrier
Les portraits sculptés par Joseph Kriegel ont été répartis aléatoirement sur le calendrier. Il n’y a donc aucune symbolique dans le choix d’une date pour un portrait. Seuls les saints du calendrier officiel font exception à cette règle dans la mesure où ils sont placés le jour de leur fête.
  Avant de sculpter les personnages du calendrier, l’artiste a effectué un important travail biographique pour s‘assurer que les personnalités choisies soient les plus irréprochables possibles.
  Les personnages choisis sont issus d’horizons très divers. On y trouve des écrivains, comme Montaigne (23 octobre), des peintres, tels que Marc Chagall (25 avril), ou des sculpteurs comme Rodin (31 décembre). Parmi les savants présents sur le calendrier on trouve des inventeurs (Louis Braille, le 28 août), des chimistes (Lavoisier, le 16 août). L’artiste a aussi sculpté les portraits de bienfaiteurs, de maîtres spirituels, ou encore d’humoristes.
  Un certain nombre de personnages du calendrier nécessitent une explication plus détaillée. Ainsi Jésus (25 décembre) et Bouddha (14 juillet) sont les deux seuls personnages du calendrier à avoir été sculptés les yeux fermés, pour symboliser le fait qu’ils recherchent les réponses aux questions qu’ils se posent à l’intérieur d’eux-mêmes. Les  portraits de sœur Alice et de Louis Braille présentent quant à eux la particularité d’avoir un portrait laissé volontairement inachevé pour symboliser une vie brisée. En effet Louis Braille s’était blessé aux yeux étant jeune, tandis que sœur Alice a été victime de la dictature en Argentine dans les années 1970.
  On peut aussi rencontrer sur ce calendrier des personnages symboliques, au nombre de quatre, qui présentent la particularité d’être anonymes et de correspondre à des situations vécues par une partie des habitants de la planète. On y retrouve une « jeune femme victime » le 30 janvier, un « enfant disparu, maltraité, malade,… » le 5 février, une « femme afghane » le 9 juin, ou encore un « prisonnier anonyme » le 7 décembre.